# Merck-St. Lievin Churchyard
Merck-St. Lievin Churchyard is een begraafplaats gelegen in de Franse plaats Merck-Saint-Liévin (Pas-de-Calais). De militaire graven worden onderhouden door de Commonwealth War Graves Commission.
De begraafplaats telt 1 geïdentificeerd Gemenebest graf uit de Eerste Wereldoorlog.